# Біфенокс
Біфенокс — загальна назва ISO для органічної сполуки, яку використовують як гербіцид. Він працює шляхом призупинення дії ферменту протопорфіриногеноксидази, який необхідний для синтезу хлорофілу.

## Історія
Нітрофенілові ефіри являються відомим видом гербіцидів, найдавнішим видом якого був нітрофен, який винайшли Rohm & Haas і зареєстрували для продажу в 1964 році.
Ця галузь хімії стала дуже конкурентоспроможною після того, як корпорація Mobil Oil Corporation подала заявку в 1969 році та видала в 1974 році патент на структурний аналог із групою COOCH 3, схожою з нітрогрупою нітрофену.
Bifenox був виготовлений під торговою маркою Mowdown у 1981 році. Тим часом компанія Rohm & Haas зробила патент та створила ацифлуорфен у 1980 році.
Властивості обох сполук були значно покращені, включаючи ширший спектр гербіцидної дії та безпеку для деяких культур, включаючи сою.

## Синтез

Заключна стадія синтезу біфенокса

Підготовка біфеноксу, вперше описане в патенті Mobil, включає як останній етап конденсації Ульмана між калієвою сіллю 2,4-дихлорфенолу та метил-2-нітро-5-хлорбензойної кислоти. :43

## Механізм дії
Механізм дії нітрофену, ацифлуорфену та споріднених гербіцидів дифенілового ефіру був невідомий в момент винайдення.
Видимі результати для цілих рослин, — це хлороз і висихання: були представлені гіпотези щодо їх взаємодії на молекулярному рівні, за допомогою яких можна було б пояснити ці симптоми.
Загальним тлумаченням шкоди є те, що ці сполуки зупиняють дію ферменту протопорфіриногеноксидазу, що призводить до накопичення протопорфірину IX у рослинних клітинах.
Це потужний фотосенсибілізатор, який активує кисень, що призводить до перекисного окислення ліпідів. Для цього процесу, щоб знищити рослину, потрібні і світло, і кисень.

## Використання
Біфенокс наразі знятий з використання в Сполучених Штатах, хоча в 1981 році він підлягав постійній перевірці відповідно до нового процесу, який був в той час: «Стандарту реєстрації». У Євросоюзі для авторизації пестицидів використовується дворівневий підхід.
По-перше, перш ніж розроблений продукт можна збувати на ринку, активна речовина має пройти верифікацію для Європейського Союзу. Після того, як це буде здійснено, необхідно отримати дозвіл на продукт у кожній державі, якій заявник хоче його збувати. Згодом, існує програма моніторингу, щоб переконатися, що залишки пестицидів у харчових продуктах є нижчими за межі, встановлені Європейським органом з безпеки харчових продуктів.
Біфенокс зареєстрований для використання проти бур'янів на посівах, включаючи зернові, сою, цукровий буряк і рис. У Швейцарії деякі з його рецептур можна використовувати на газонах і в садах.
Біфенокс застосовується після сходження (коли в посівах стає видно бур'яни). Він пригнічує широкий спектр видів, включаючи Capsella bursa-pastoris, Galium aparine, Lamium purpureum, Myosotis arvensis, Papaver rhoeas, Veronica hederifolia, Veronica persica та Viola arvensis. Використання продукту здійснюється при нормі внесення 720 g ai на гектар.